# Круподер Олександр Геннадійович
Олександр Геннадійович Круподер (рос. Александр Геннадьевич Круподер; нар. 20 січня 1992, Москва, Росія) — російський футболіст, нападник.

## Життєпис
Народився в Москві, вихованець місцевих клубів «Червоногвардієць» та «Торпедо імені Е. Стрельцова». Дорослу футбольну кар'єру розпочав у «Торпедо-ЗіЛ», у футболці якого дебютував 12 жовтня 2009 року в програному (0:1) домашньому поєдинку 36-го туру зони «Захід» Другого дивізіону проти владимирського «Торпедо». олександр вийшов на поле на 66-й хвилині, замінивши Данила Кльонкіна. У складі «Торпедо-ЗіЛ» зіграв 2 матчі в Другому дивізіоні. У тому ж році виступав за СК «Торпедо» (Москва), а наступного — за «Юність Москви — Торпедо» в аматорському чемпіонаті Росії. Також у 2010 році провів 4 поєдинки у Другому дивізіоні за уфимський «Башінформзв'язок-Динамо». Сезон 2011/12 років провів в іншому колективі Другого дивізіону, «Істра». У складі вище вказаного клубу 3 травня 2011 року на 34-й хвилині програного (1:2) домашнього поєдинку 4-го туру проти петербурського «Петротреста» відзначився дебютним голом у дорослому футболі. Круподер вийшов на поле в стартовому складі, на 79-й хвилині отримав жовту картку, а на 85-й хвилині його замінив Павло Голанов. 
У 2012 році перейшов у «Петротрест». Дебютував у футболці петербурзького клубу 17 липня 2012 року в програному (1:3) домашньому поєдинку 2-го туру ФНЛ проти «Томі». Олександр вийшов на поле на 64-й хвилині, замінивши В'ячеслава Сушкіна. Загалом у другому за силою чемпіонаті Росії зіграв 5 матчів, ще 1 поєдинок провів у кубку Росії. Потім виступав за «Поділля» (Подільський округ) та «Строгино» (Москва) у Другому дивізіоні.
Напередодні старту сезону 2014/15 років перейшов у «Якутію». Дебютував у футболці якутського клубу 19 липня 2014 року в переможному (5:1) виїзному поєдинку 1-го туру зони «Схід» Другого дивізіону проти томської «Томі-М». Круподер вийшов на поле в стартовому складі та відіграв увесь матч, а на 57-й та 89-й хвилинах відзначився дебютними голами в новій команді. у сезоні 2014/15 років у Другому дивізіоні зіграв 18 матчів (3 голи), ще 1 поєдинок провів у кубку Росії. Після цього виступав за інші колективи Другого дивізіону «Спартак» (Кострома), московські «Домодєдово» та «Велес», а також за «Луки-Енергія» (Великі Луки). По завершенні сезону 2019/20 років отримав статус вільного агента.